# Luperina pseudotestacea
Luperina pseudotestacea är en fjärilsart som beskrevs av Silbernagel 1930. Luperina pseudotestacea ingår i släktet Luperina och familjen nattflyn. Inga underarter finns listade i Catalogue of Life.